# Mystic River
Mystic River (bra: Sobre Meninos e Lobos; prt: Mystic River) é um filme australo-estadunidense de 2003, dos gêneros drama, suspense e policial, dirigido por Clint Eastwood, com roteiro de Brian Helgeland baseado no romance Mystic River, de Dennis Lehane.

## Elenco
- Sean Penn .... James "Jimmy" Markum
- Tim Robbins .... David "Dave" Boyle
- Kevin Bacon .... Sean Devine
- Laurence Fishburne .... sargento Whitey Powers
- Marcia Gay Harden .... Celeste Boyle
- Laura Linney .... Annabeth Markum
- Emmy Rossum .... Katherine "Katie" Markum

## Prêmios e indicações
| Prêmio/evento                      | Categoria                    | Recipiente                                   | Resultado |
| ---------------------------------- | ---------------------------- | -------------------------------------------- | --------- |
| Globo de Ouro 2004                 | Melhor filme - drama         | Robert Lorenz, Judie G. Hoyt, Clint Eastwood | Indicado  |
| Globo de Ouro 2004                 | Melhor direção               | Clint Eastwood                               | Indicado  |
| Globo de Ouro 2004                 | Melhor ator - drama          | Sean Penn                                    | Venceu    |
| Globo de Ouro 2004                 | Melhor ator coadjuvante      | Tim Robbins                                  | Venceu    |
| Globo de Ouro 2004                 | Melhor roteiro               | Brian Helgeland                              | Indicado  |
| Oscar 2004                         | Melhor filme                 | Robert Lorenz, Judie G. Hoyt, Clint Eastwood | Indicado  |
| Oscar 2004                         | Melhor direção               | Clint Eastwood                               | Indicado  |
| Oscar 2004                         | Melhor roteiro adaptado      | Brian Helgeland                              | Indicado  |
| Oscar 2004                         | Melhor ator                  | Sean Penn                                    | Venceu    |
| Oscar 2004                         | Melhor ator coadjuvante      | Tim Robbins                                  | Venceu    |
| Oscar 2004                         | Melhor atriz coadjuvante     | Marcia Gay Harden                            | Indicado  |
| Festival de Cannes 2005 ( França ) | Palma de Ouro (melhor filme) | Robert Lorenz, Judie G. Hoyt, Clint Eastwood | Indicado  |
| BAFTA 2004                         | Melhor ator                  | Sean Penn                                    | Indicado  |
| BAFTA 2004                         | Melhor atriz coadjuvante     | Laura Linney                                 | Indicado  |
| BAFTA 2004                         | Melhor ator coadjuvante      | Tim Robbins                                  | Indicado  |
| BAFTA 2004                         | Melhor roteiro adaptado      | Brian Helgeland                              | Indicado  |